# Santiago Montiel
Santiago Gabriel Montiel (Gregorio de Laferrere, 22 novembre 2000) è un calciatore argentino, attaccante dell'Independiente.

## Caratteristiche tecniche
Gioca come esterno sinistro.

## Carriera
Montiel ha iniziato la sua carriera nelle giovanili del River Plate per poi passare all'Argentinos Juniors nel 2022. Ha debuttato in prima squadra il 5 febbraio 2023 nell'incontro di Primera División vinto 3-0 contro il Racing Club trovando al contempo il primo gol in carriera.

## Statistiche

### Presenze e reti nei club
Statistiche aggiornate al 7 maggio 2025.
| Stagione                  | Squadra                   | Campionato                | Campionato | Campionato | Coppe nazionali | Coppe nazionali | Coppe nazionali | Coppe continentali | Coppe continentali | Coppe continentali | Altre coppe | Altre coppe | Altre coppe | Totale | Totale | Totale |
| Stagione                  | Squadra                   | Comp                      | Pres       | Reti       | Comp            | Pres            | Reti            | Comp               | Pres               | Reti               | Comp        | Pres        | Reti        | Pres   | Reti   |        |
| ------------------------- | ------------------------- | ------------------------- | ---------- | ---------- | --------------- | --------------- | --------------- | ------------------ | ------------------ | ------------------ | ----------- | ----------- | ----------- | ------ | ------ | ------ |
| 2023                      | Argentinos Juniors        | PD                        | 24         | 2          | CA+CdL          | 3+12            | 0               | CL                 | 7                  | 0                  | -           | -           | -           | 46     | 2      |        |
| gen.-ago. 2024            | Argentinos Juniors        | PD                        | 4          | 0          | CA+CdL          | 2+12            | 0+2             | CS                 | 5                  | 0                  | -           | -           | -           | 23     | 2      |        |
| Totale Argentinos Juniors | Totale Argentinos Juniors | Totale Argentinos Juniors | 28         | 2          |                 | 29              | 2               |                    | 12                 | 0                  |             | -           | -           | 69     | 4      |        |
| ago.-dic. 2024            | Independiente             | PD                        | 14         | 4          | CA              | 2               | 1               | -                  | -                  | -                  | -           | -           | -           | 16     | 5      |        |
| 2025                      | Independiente             | PD                        | 9          | 0          | CA              | 1               | 0               | CS                 | 3                  | 0                  | -           | -           | -           | 13     | 0      |        |
| Totale Independiente      | Totale Independiente      | Totale Independiente      | 23         | 4          |                 | 3               | 1               |                    | 3                  | 0                  |             | -           | -           | 29     | 5      |        |
| Totale carriera           | Totale carriera           | Totale carriera           | 51         | 6          |                 | 32              | 3               |                    | 15                 | 0                  |             | -           | -           | 98     | 9      |        |